# (10870) Gwendolen
(10870) Gwendolen (1996 SY4) – planetoida z pasa głównego asteroid okrążająca Słońce w ciągu 3,72 lat w średniej odległości 2,4 j.a. Odkryta 25 września 1996 roku.